# Anagabriela Espinoza
Anagabriela Espinoza Marroquín (sinh ngày 18 tháng 4 năm 1988) là một hoa hậu của Mexico, người đoạt danh hiệu Hoa hậu Quốc tế 2009.

## Nuestra Belleza Mexico 2007 và Hoa hậu Thế giới 2008
Ở tuối 19, Anagabriela Espinoza tham gia cuộc thi Nuestra Belleza Mexico 2007 và xuất sắc giành danh hiệu Hoa hậu Thế giới Mexico 2007. Cô đại diện cho Mexico tham dự cuộc thi Hoa hậu Thế giới 2008 diễn ra tại Nam Phi. Cô đoạt danh hiệu Hoa hậu Bãi biển. Với giải phụ này, cô được lọt thẳng vào Top 15 người đẹp nhất đêm chung kết.

## Hoa hậu Quốc tế 2009
Năm 2009, cô tiếp tục đại diện cho Mexico tham dự cuộc thi Hoa hậu Quốc tế 2009 diễn ra ở Thành Đô, Tứ Xuyên, Trung Quốc. Cô đã giành luôn chiến thắng đem về vương miện thứ hai cho đất nước mình.